# Стабилизатор пути

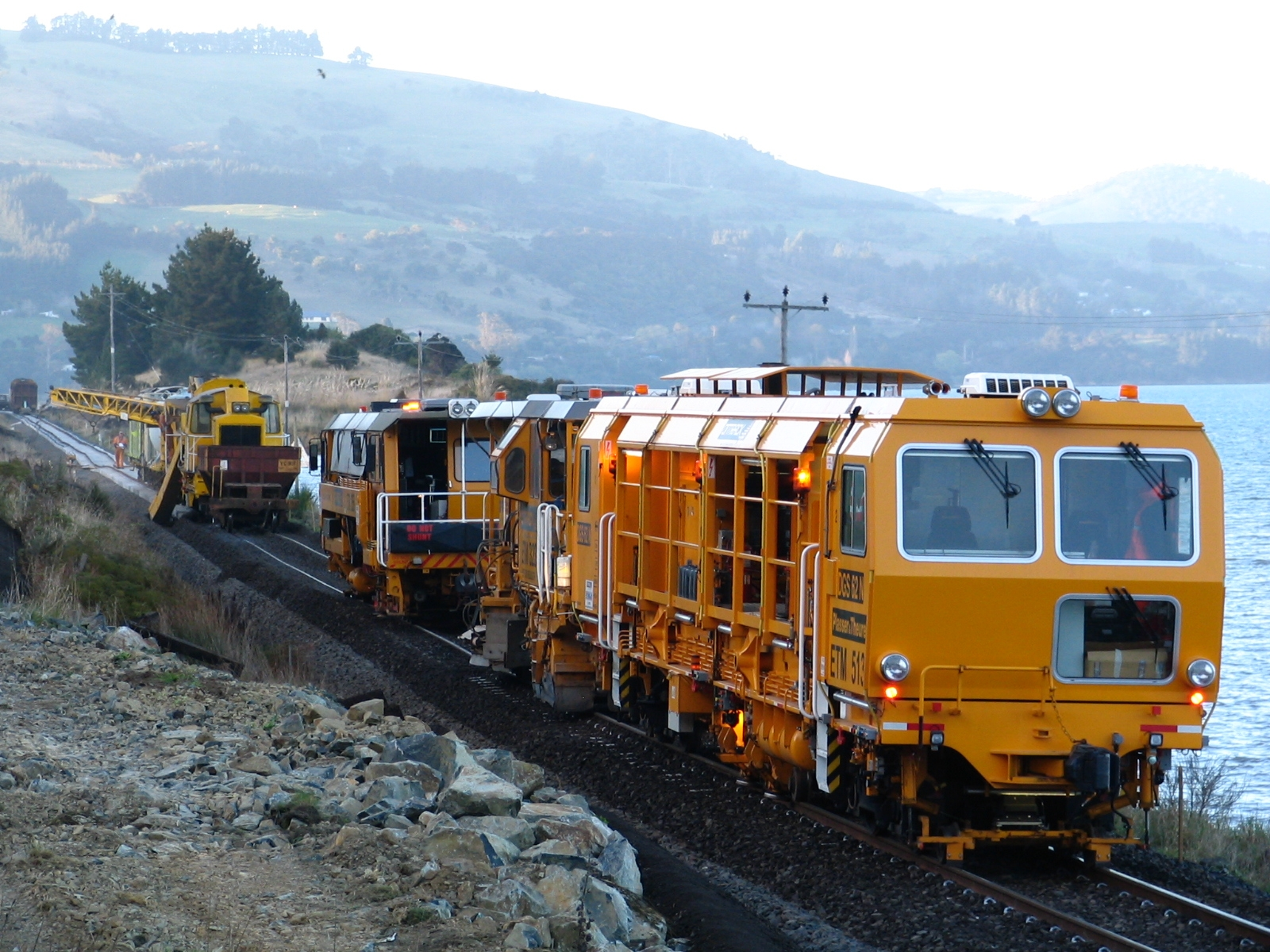
Динамический стабилизатор пути Plasser & Theurer DGS 62N

Стабилизатор пути — путева́я машина для ускоренной выправки и стабилизации железнодорожных путей. Применяется при строительстве, ремонте и текущем содержании пути как самостоятельно работающая машина или после выправочно-подбивочной машины.

## Конструкция и принцип работы
Стабилизатор пути — самоходная машина на рельсовом ходу. Стабилизирующий рабочий орган расположен в средней части экипажа и имеет дебалансный или эксцентриковый вибропривод, генерирующий вертикальные или горизонтальные колебания, которые через рельсовые захваты передаются путевой решётке. На стабилизатор пути установлены выправочные устройства:
- тросовое — для выправки продольного профиля и плана пути
- маятниковое — для поперечного профиля.

## Эффективность
Производительность стабилизатора пути 1—3 километра в час, степень уплотнения балласта (относительная осадка пути) 10—25 процентов, погрешность выправки пути по уровню ±2 миллиметра (в продольном профиле 1 процент), в плане 3—5 миллиметра (разность смежных стрел от хорды длиной 20 метров через каждые 10 метров). Стабилизатор пути обеспечивает практически предельное уплотнение балласта под шпалами и позволяет обходиться без периода обкатки пути и снижения скорости движения поездов на это время.

## В России
На железных дорогах России вибрационный уплотнитель на железнодорожном ходу для стабилизации пути используется с конца 1940-х годов. Широко применяется динамический стабилизатор пути, выпускаемый серийно австрийской фирмой «Плассер унд Тойрер» (Plasser & Theurer) .

## В мире
Широкое распространение на железных дорогах мира получили динамические стабилизаторы пути компаний:
- Plasser & Theurer (модель DGS-62)
- Harsco Rail (модель DTS-1)

Они предназначены для уплотнения подбитого балласта и обеспечивают его равноплотность, что позволяет отказаться от ввода ограничений скорости после подбивки пути.